# Podwójne Drury
Podwójne Drury (ang. "Bergen Drury" lub "Two Way Drury") – brydżowa konwencja licytacyjna, odmiana konwencji Drury opracowana przez amerykańskiego eksperta Martiego Bergena.
W odróżnieniu od pierwotnej konwencji, Podwójne Drury używa dwóch odzywek do pokazania maksimum pasa z fitem, 2♣ pokazuje rękę z fitem trzykartowym, a 2♦ obiecuje fit czterokartowy.  Jest to odmiana Bergena, ale na wysokości dwóch.